# ديفيد مادن
ديفيد مادن (بالإنجليزية: David Madden)‏ هو كاتب أغاني ومغني جامايكي، ولد في 7 ديسمبر 1943 في كينغستون في جامايكا.

## وصلات خارجية
- الموقع الرسمي
- ديفيد مادن على موقع IMDb (الإنجليزية)
- ديفيد مادن على موقع ميوزك برينز (الإنجليزية)
- ديفيد مادن على موقع ديسكوغز (الإنجليزية)